# Sōmen
Sōmen (japonès: 素麺), somyeon (coreà: 소면; 素麵), o sùmiàn (xinès: 素麵) és un tipus de fideu xinès molt fí fet de farina de blat, de menys de 1.3 mm de diàmetre. És una mena de fideu molt estesa a les cuines de l'Est Asiàtic. Els sōmen japonesos són fets tot estirant la massa dels fideus amb oli vegetal, formant fils fins que són assecats per ser usats amb posterioritat. Auesta mena de fideu és diferent d'un altre fideu fi, elhiyamugi, que és tallat a ganivet,
Al Japó, el sōmen se sol servir fred amb una salsa lleugera anomenada tsuyu . El somyeon de Corea del Sud es pot menjar en sopes calentes o fredes. Els sōmen són típicament alts en sodi.
Altres noms són nyūmen (煮麺) en japonès, per a una versió servida en sopa calenta, i el nom xinès guàmiàn (掛麵), que es pot subclassificar en lóngxū (龍鬚, "bigotis de drac") per a la variant amb fils llargs i prims; i fèngwei (鳳尾 "cua de fènix") per a la variant amb tires planes i amples.

## Història
El registre més antic del que més tard seria sōmen es remunta a la dinastia Tang a la Xina del 618-907. Al voltant d'aquella època, la cort imperial japonesa de Nara va portar mostres de pasta nuada de la Xina que van anomenar Sakubei, 索餅 (probablement del xinès Mahua, 麻花). Més tard, el sakubei es convertiria en sōmen en l'actual Sakurai, el districte Miwa de Nara  durant el període Heian i evolucionaria per convertir-se en part de la cuina japonesa d'alta classe que es serviria als emperadors i nobles.

## Cuines d'Àsia oriental

### Japó

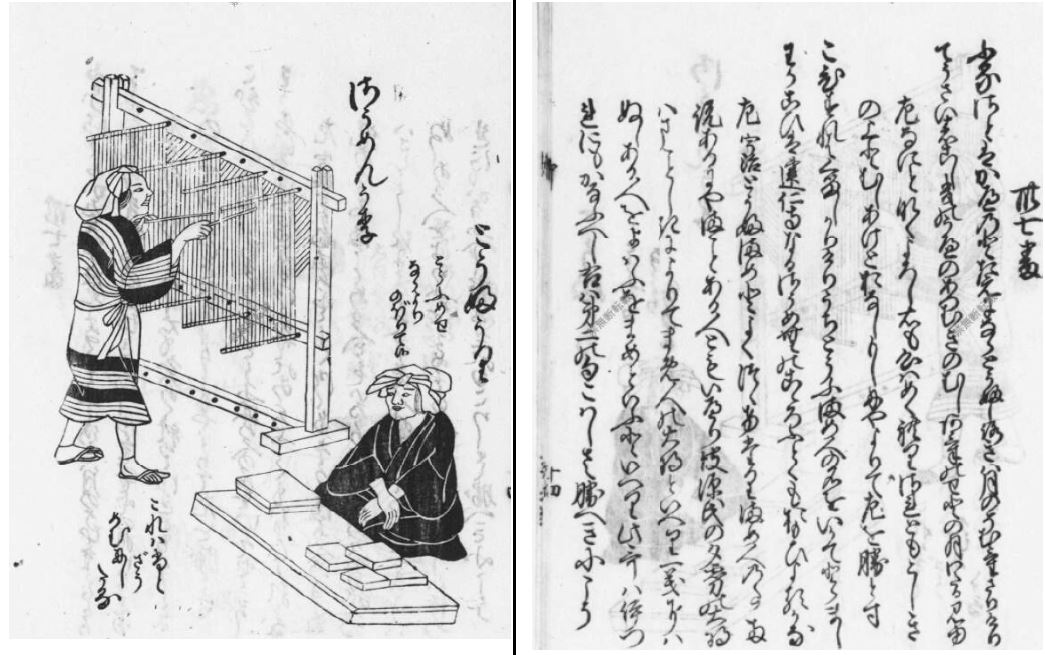
Il·lustració d'un venedor de tofu (dreta) i un venedor de sōmen (esquerra) de Tosa Mitsunobu, de les Cançons dels setanta-un artesans (七十一番職人歌合Shichijūichi-ban Shokunin Uta-awase), una antologia de poesia escrita al voltant de 1500

Els sōmen se serveixen generalment freds amb una salsa lleugera en la que se submergeixen, anomenada tsuyu. El tsuyu sol ser una salsa a base de katsuobushi que es pot aromatitzar amb ceba japonesa, gingebre o myoga. A l'estiu, els sōmen refrigerats amb gel són un àpat popular per ajudar a mantenir-se fresc.
Els sōmen servits en sopa calenta s'anomenen normalment nyūmen i es mengen a l'hivern, igual que els soba o els udon.

Alguns restaurants ofereixen <i id="mwYw">nagashi-sōmen</i> (流しそうめん "fideus fluents") a l'estiu. Els fideus es col·loquen en un llarg canal de bambú al llarg del restaurant. El canal porta aigua clara i gelada. Quan els sōmen passen, els comensals els treuen amb els seus bastonets i els submergeixen en tsuyu. Agafar els fideus requereix una bona destresa, però els fideus que no s'agafen en el moment en què arriben al final normalment no es mengen, de manera que els comensals se senten pressionats perquè agafin tant com puguin. Uns quants establiments de luxe posen els seus sōmen en rierols autèntics perquè els comensals puguin gaudir del seu àpat en un bonic jardí. S'han dissenyat màquines per simular aquesta experiència a casa.

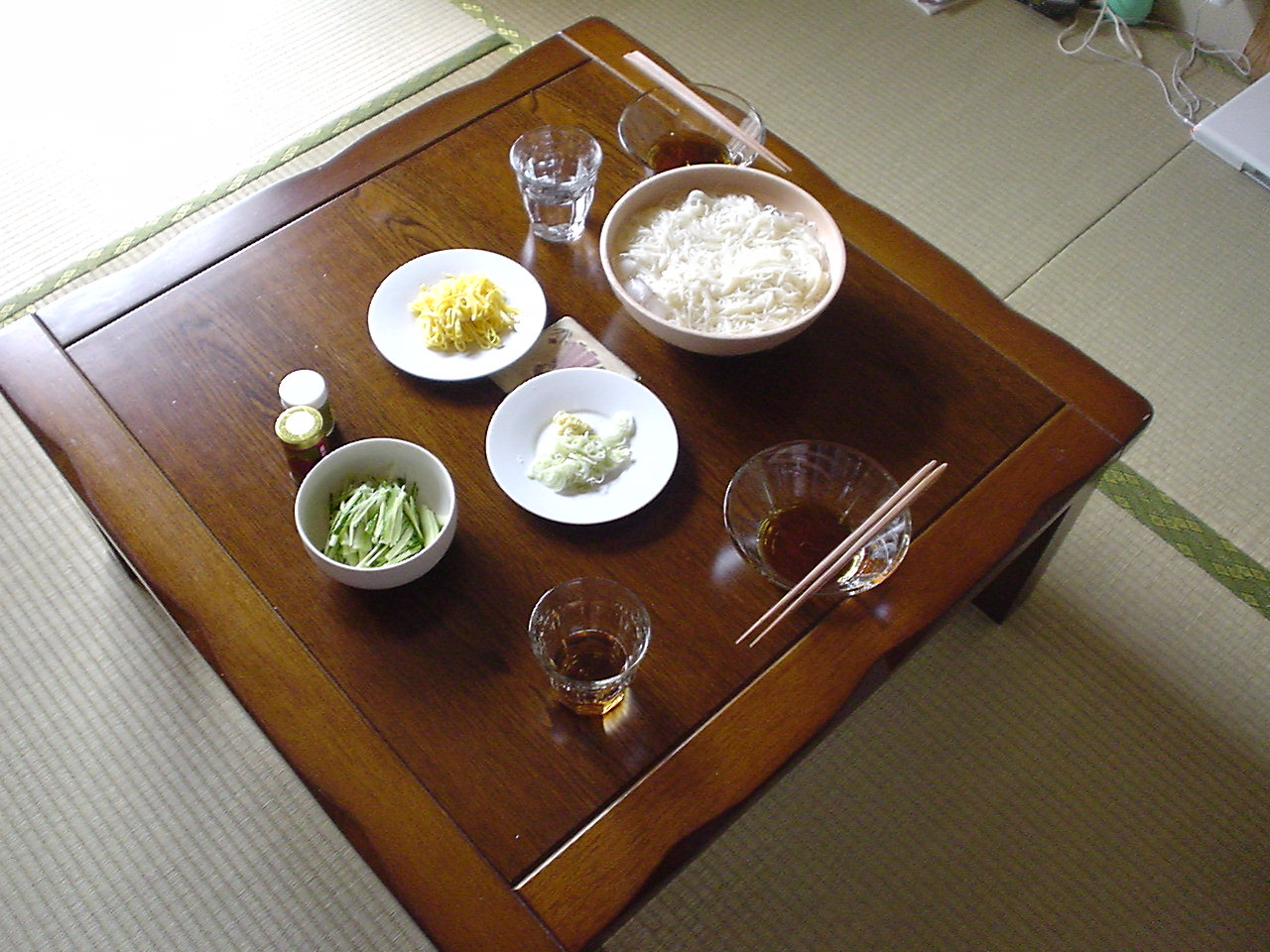
Sōmen (en un bol blanc gran a la part superior dreta) amb guarnicions variades
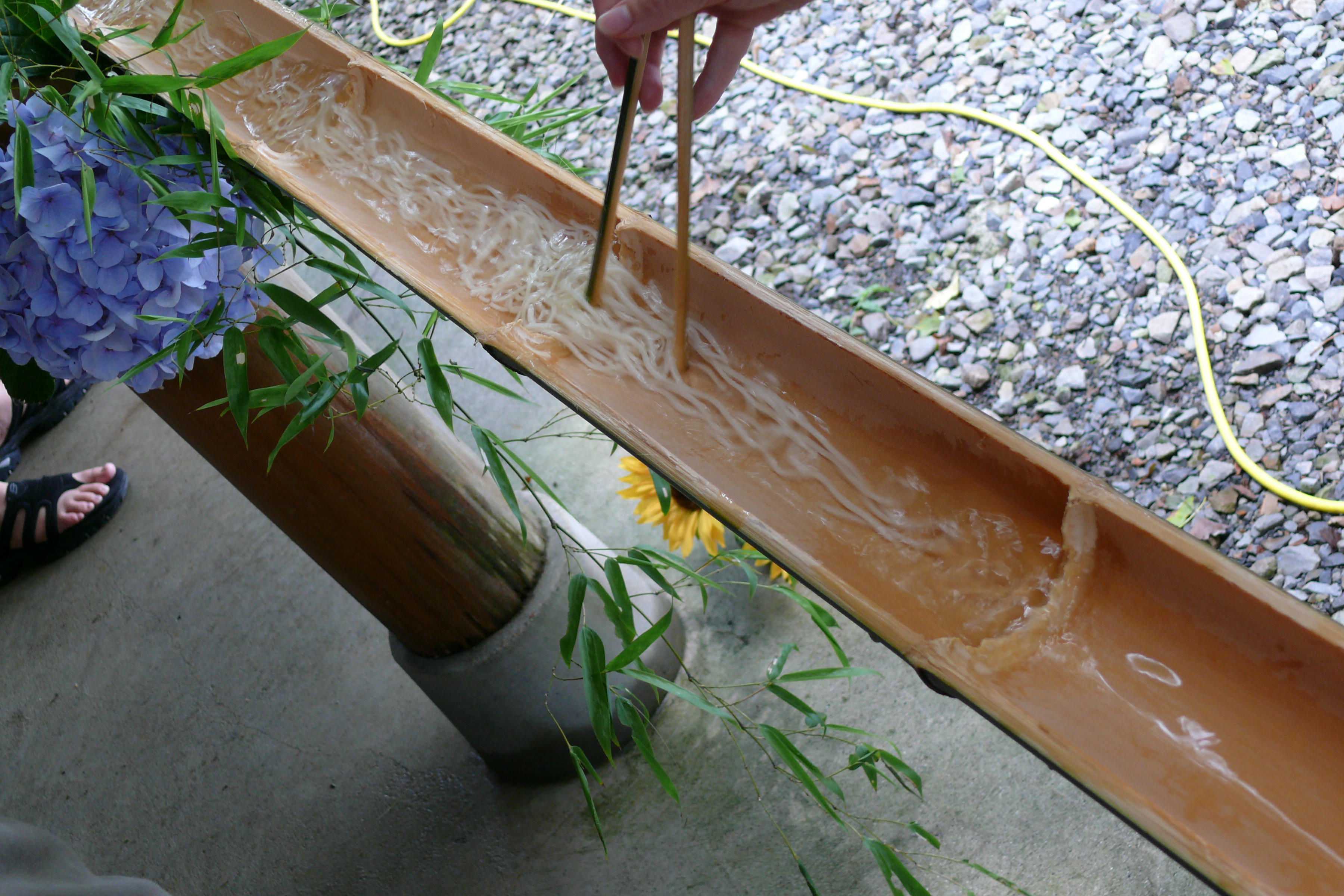
Nagashi-sōmen

### Corea
A la cuina coreana, el somyeon s'utilitza en sopes de fideus calents i freds anomenat janchi-guksu ("fideus de banquet") i kong-guksu ("fideus en sopa freda de soja"), així com plats de fideus sense sopa com el bibim-guksu ("fideus barrejats"). Sovint se serveix amb anju picant, una mena de tapes  que acompanyen la beguda alcohòlica, com el golbaengi-muchim (amanida de caragol de lluna).

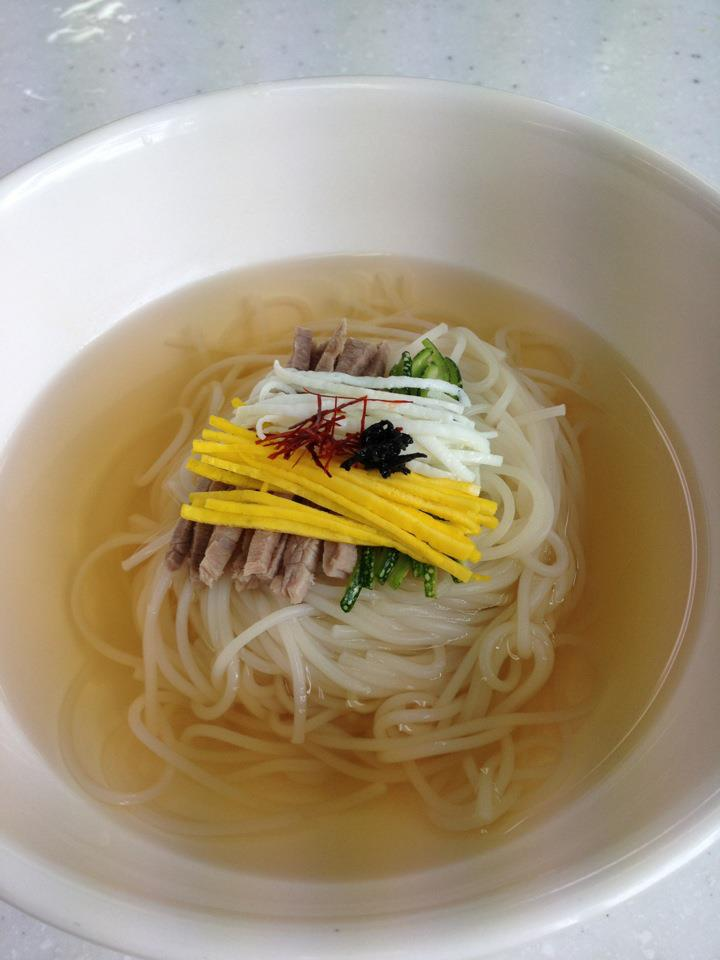
Janchi-guksu
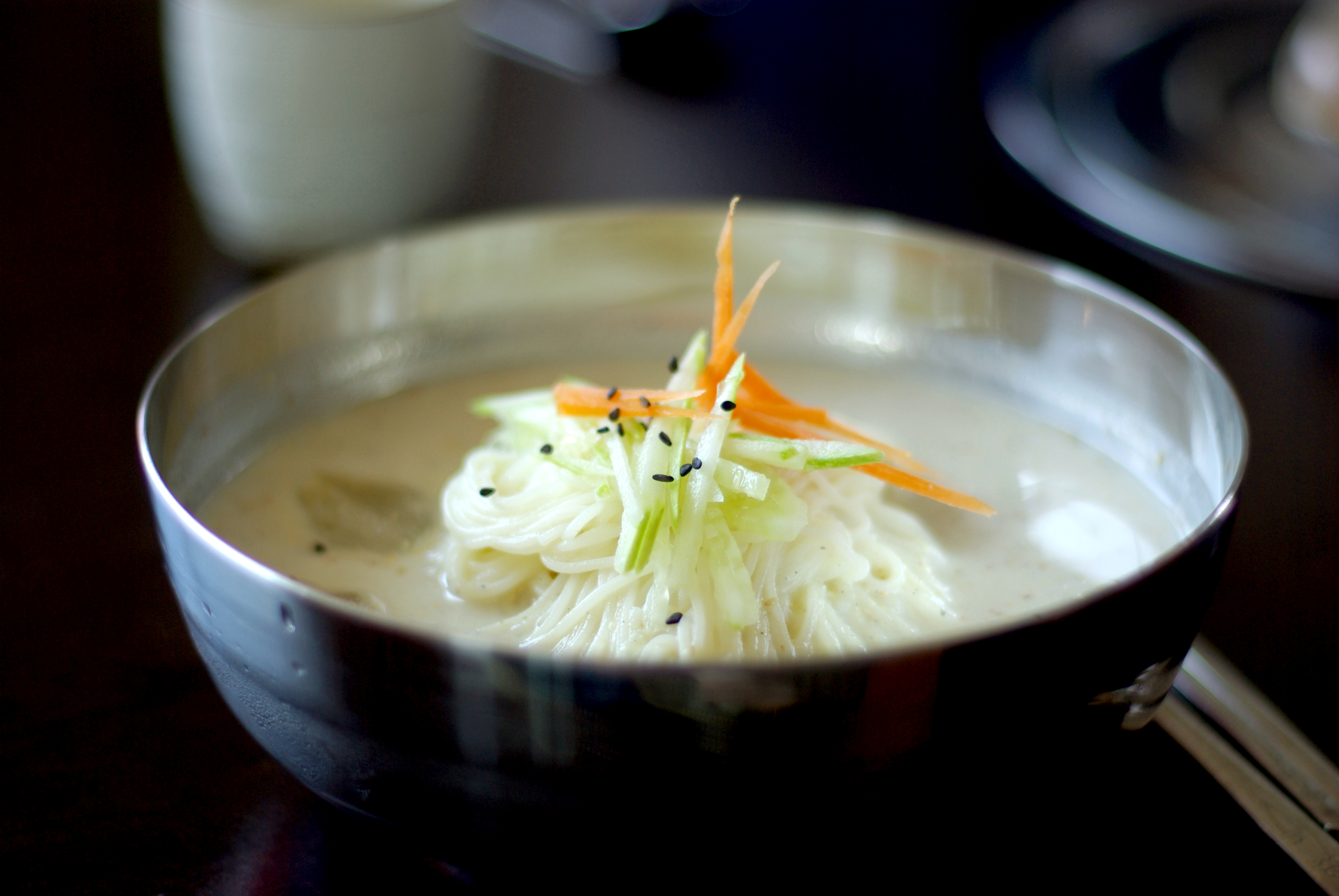
Kong-guksu
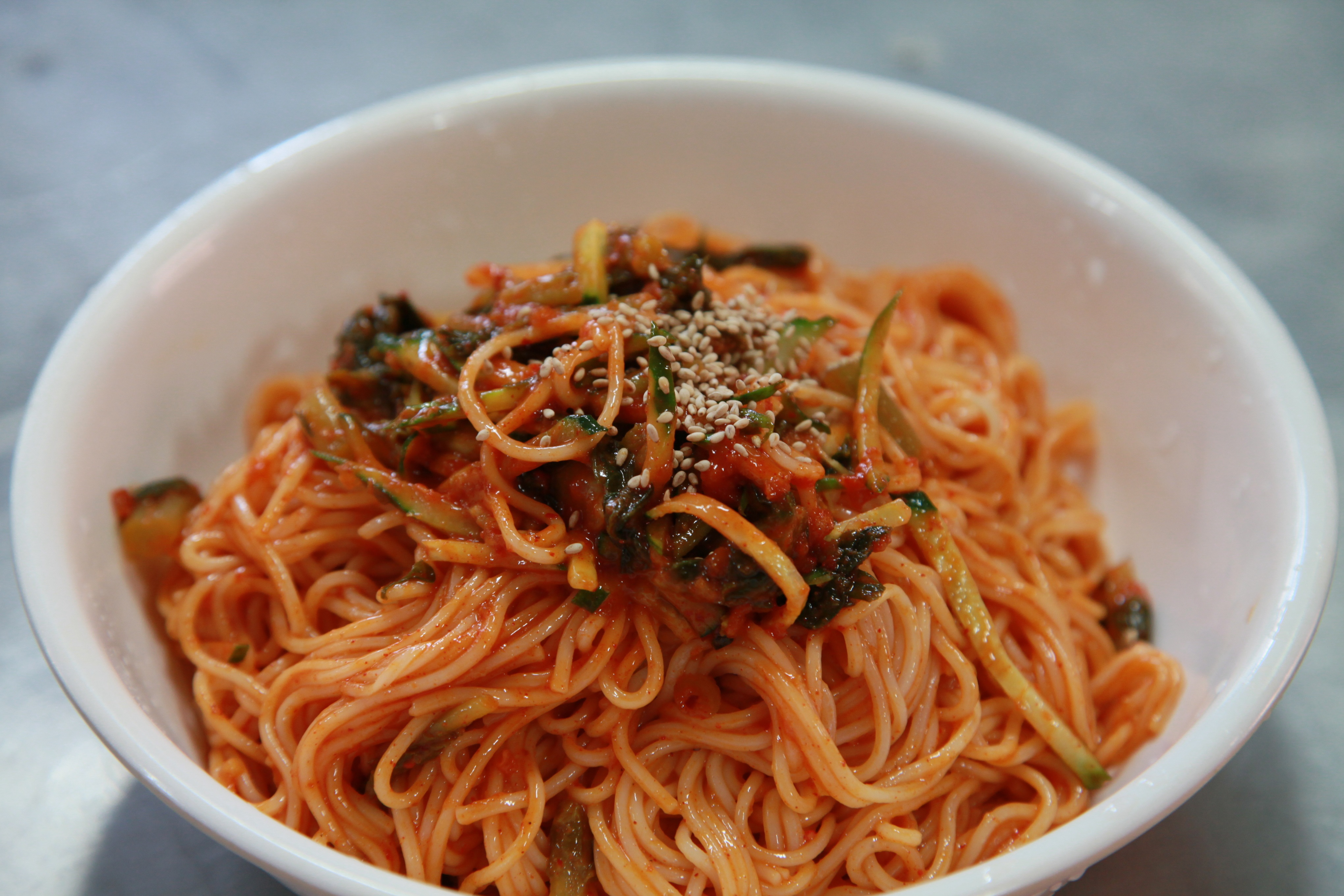
Bibim-guksu
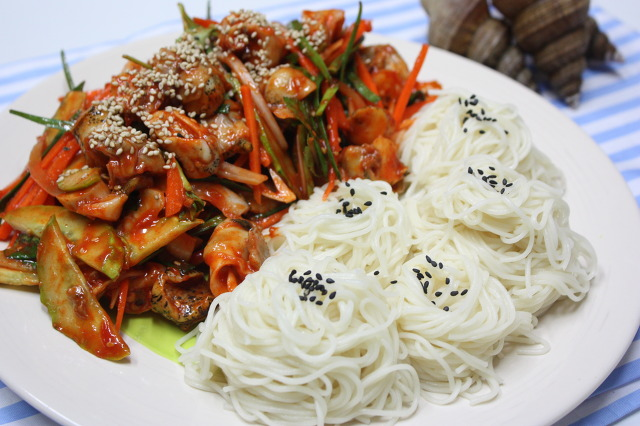
Golbaengi-muchim servit amb somyeon bullit

## Galeria

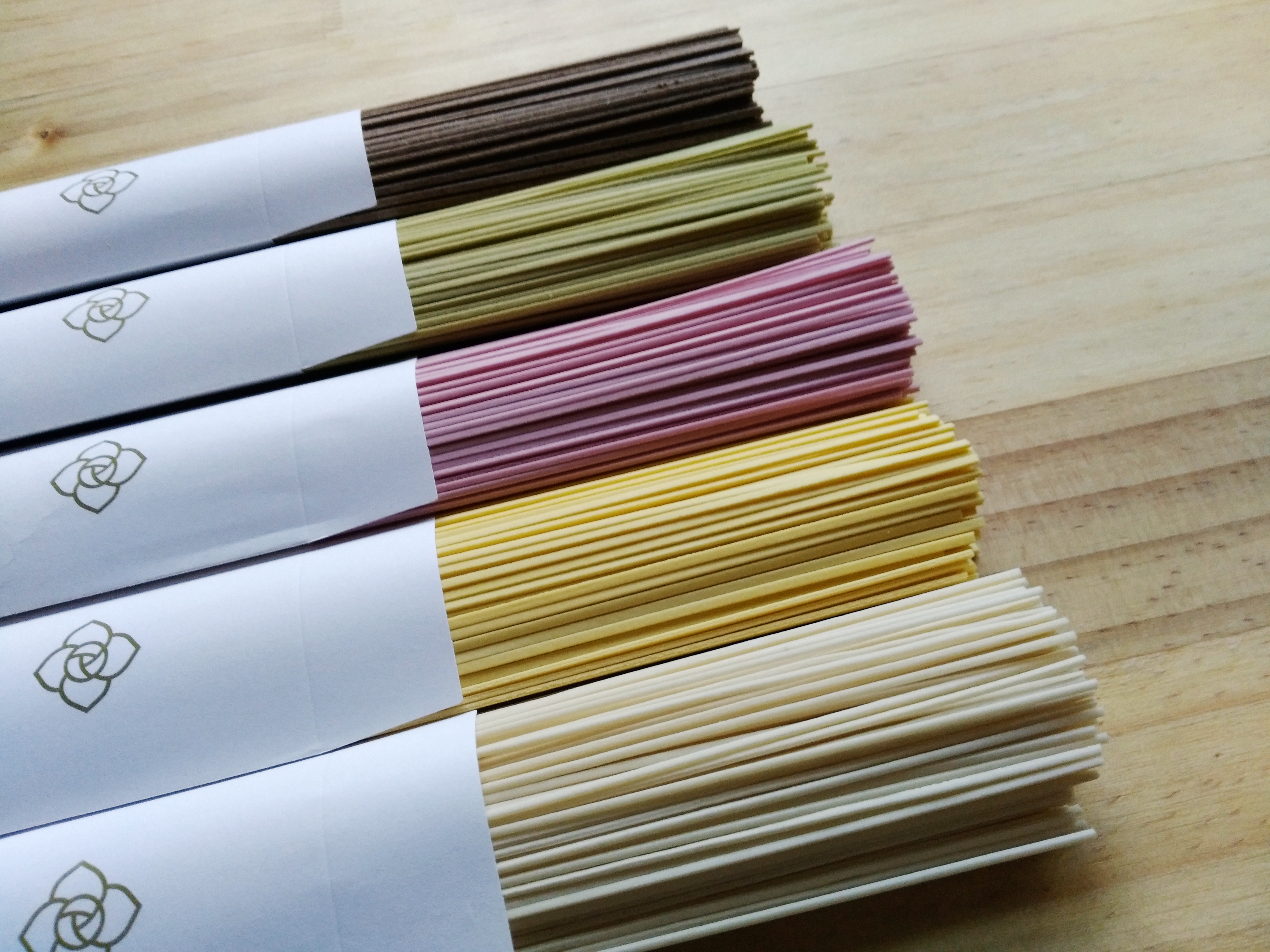
Somyeon de cinc colors
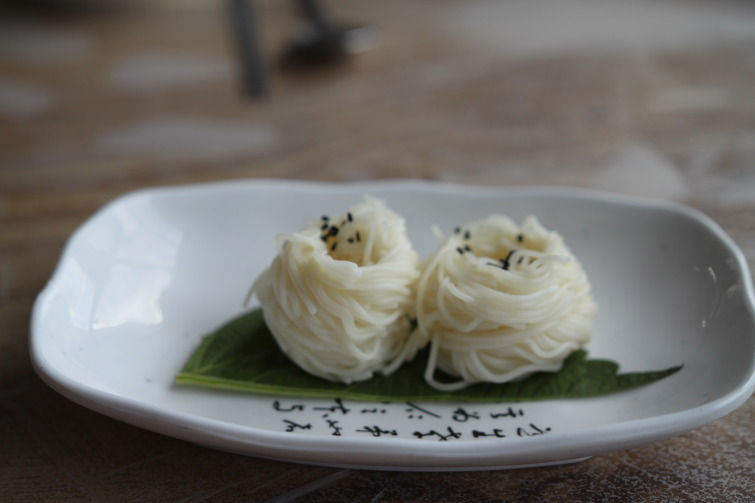
Somyeon bullit